# Groupe de NGC 5532
Le groupe de NGC 5532 comprend au moins cinq galaxies situées dans la constellation du Bouvier. La distance moyenne entre ce groupe et la Voie lactée est d'environ 111,1 Mpc (∼362 millions d'al). 

## Membres
Le tableau ci-dessous liste les quatre galaxies qui sont indiquées dans l'article d'Abraham Mahtessian publié en 1998. 
À ces quatre galaxies, il faudrait peut-être ajouter la galaxie LEDA 3819530 dont on peut trouver les renseignements sur la base de données NASA/IPAC en utilisant la désignation NGC 5463B. La distance de Hubble de cette galaxie est égale à 112,42 ± 7,78 Mpc (∼367 millions d'al). Étant donné les incertitudes de ces valeurs, NGC 5463 et NGC 5463B forment possiblement un couple physique et selon l'image obtenue des données du relevé SDSS, ces deux galaxies semblent même être en interaction gravitationnelle.
| Nom       | Classification | Type           | α (J2000.0)   | δ (J2000.0) | Vitesse radiale (km/s) | Magnitude apparente | Distance (Mpc) | Diamètre (kal) |
| --------- | -------------- | -------------- | ------------- | ----------- | ---------------------- | ------------------- | -------------- | -------------- |
| NGC 5463  | S?             | Spirale        | 14h 06m 10.5s | 09° 21′ 12″ | 7090 ± 14              | 13,2                | 108,4 ± 7,6    | 162            |
| NGC 5482  | S0             | Lenticulaire   | 14h 08m 30.7s | 08° 55′ 55″ | 7108 ± 2               | 12,9                | 108,6 ± 7,6    | 165            |
| NGC 5532  | S0             | Lenticulaire   | 14h 16m 52.9s | 10° 48′ 27″ | 7408 ± 3               | 11,9                | 112,8 ± 7,9    | 291            |
| NGC 5550  | SB(rs)bc? pec  | Spirale barrée | 14h 18m 28.0s | 12° 52′ 59″ | 7460 ± 3               | 13,2                | 113,5 ± 8,0    | 148            |
| NGC 5463B | SB(rs)bc? pec  | Spirale barrée | 14h 06m 12.5s | 09° 21′ 42″ | 7366 ± 2               | 15,0                | 112,4 ± 7,9    | 68             |

Le site DeepskyLog permet de trouver aisément les constellations des galaxies mentionnées dans ce tableau ou si elles ne s'y trouvent pas, l'outil du site constellation permet de le faire à l'aide des coordonnées de la galaxie. Sauf indication contraire, les données proviennent du site NASA/IPAC.